# Martin Ødegaard
Martin Ødegaard (* 17. Dezember 1998 in Drammen; auch Martin Ödegaard) ist ein norwegischer Fußballspieler. Der offensive Mittelfeldspieler steht beim FC Arsenal unter Vertrag und ist Kapitän der norwegischen Nationalmannschaft.

## Karriere

### Vereine

#### Anfänge in Norwegen
Ødegaard wechselte 2009 von Drammen Strong in die Jugend von Strømsgodset IF. Dort spielte er bis Mai 2014 in der U19. Am 13. April 2014 debütierte er mit 15 Jahren und 151 Tagen gegen Aalesunds FK als, zum damaligen Zeitpunkt, jüngster Spieler in der Tippeligaen. Am 16. Mai erzielte er beim 4:1-Sieg über Sarpsborg 08 FF den Treffer zum Endstand des Spiels und wurde damit auch zum jüngsten Torschützen der Tippeligaen.

#### Wechsel zu Real Madrid
Trotz seines geringen Alters stand Ødegaard auf der Wunschliste mehrerer europäischer Vereine. Er absolvierte Probetrainings beim FC Bayern München, bei Manchester United und bei Real Madrid. Am 22. Januar 2015 wechselte er schließlich im Alter von 16 Jahren zum spanischen Rekordmeister Real Madrid, bei dem er als erster Norweger einen Vertrag bis zum 30. Juni 2021 erhielt. Er sollte zunächst abwechselnd mit der ersten und zweiten Mannschaft trainieren und bis zum Ende der Saison 2014/15 in der Segunda División B, der spanischen dritten Liga, auflaufen. Anfang Februar 2015 wurde Ødegaard für den Champions-League-Kader nominiert. Sein erstes Pflichtspiel für Reals zweite Mannschaft absolvierte er am 8. Februar beim 2:2 im Heimspiel gegen Athletic Bilbao B, in dem er in der 69. Spielminute für Álvaro Jiménez eingewechselt wurde. Drei Monate später debütierte er im letzten Saisonspiel der Primera División am 23. Mai beim 7:3-Heimsieg gegen den FC Getafe mit der Einwechslung für Cristiano Ronaldo in der 58. Minute. Mit 16 Jahren, fünf Monaten und sechs Tagen ist er der bisher jüngste Real-Spieler in der Liga. Anfang August 2016 wurde Ødegaard für den UEFA Super Cup nominiert, wurde aber beim 3:2-Sieg nach Verlängerung gegen den FC Sevilla nicht eingesetzt.

#### Leiharrangements in den Niederlanden
Am 10. Januar 2017 wechselte Ødegaard für anderthalb Jahre zum niederländischen Erstligisten SC Heerenveen. Bis zum Ende der Saison 2016/17 kam er zu 14 Ligaeinsätzen. In der Saison 2017/18 kam Ødegaard 24 Mal, dabei stets in der Startelf, in der Liga zum Einsatz, erzielte zwei Tore und bereitete ein weiteres vor. Sein Leihvertrag lief zum 30. Juni 2018 aus.
Danach kehrte er zu Real Madrid zurück. Im August 2018 wurde Ødegaard erneut in die Eredivisie verliehen, dieses Mal an Vitesse Arnheim. In Arnheim steigerte Ødegaard seine Leistung im Vergleich zur Vorsaison erheblich. Hatte er zuvor noch zehn Ligaspiele aufgrund von Verletzungen verpasst, spielte er in dieser Saison in 39 von 40 möglichen Pflichtspielen für seinen neuen Verein; nur in den ersten beiden Ligapartien stand er dabei nicht in der Anfangsformation. Er kam auf insgesamt 23 Torbeteiligungen (elf Tore, zwölf Vorlagen). Man schloss in der Liga auf dem fünften Tabellenplatz ab, scheiterte jedoch in den ligainternen Play-offs zur Teilnahme an der Europa League am FC Utrecht.

#### Rückkehr nach Spanien
Zur Saison 2019/20 wechselte Ødegaard für ein Jahr auf Leihbasis zu Real Sociedad. Im offensiven Mittelfeld war der Norweger rasch Stammkraft und verpasste lediglich einige Pflichtspiele. In der Liga konnte als Tabellensechster die Gruppenphase der Europa League erreicht werden, im Pokal das Endspiel, dessen Austragung aufgrund der COVID-19-Pandemie aber verschoben werden musste. Ødegaard stand in 36 Pflichtspielen für den Verein auf dem Feld, schoss sieben Tore und bereitete neun weitere vor.
Zur Saison 2020/21 kehrte Ødegaard zu Real Madrid zurück. Unter Zinédine Zidane kam er bis Ende Januar 2021 jedoch nur auf 7 Ligaeinsätze (3-mal von Beginn) sowie auf 2 Einwechslungen in der Champions League.

#### Zwischen London und Madrid
Ende Januar 2021 wechselte der 22-Jährige bis zum Saisonende auf Leihbasis in die Premier League zum FC Arsenal. Er kam bis zum Ende der Saison 2020/21 unter dem Cheftrainer Mikel Arteta 14-mal in der Liga zum Einsatz, stand 9-mal in der Startelf und erzielte ein Tor.
Im Sommer 2021 kehrte Ødegaard zu Real Madrid zurück. Doch auch unter Carlo Ancelotti verbesserte sich seine Perspektive nicht und er gehörte am 1. Spieltag nicht dem Spieltagskader an. Mitte August 2021 wechselte der Mittelfeldspieler endgültig zum FC Arsenal, bei dem er einen langfristigen Vertrag unterzeichnete. Zu Beginn der Saison 2022/23 wurde Ødegaard zum Mannschaftskapitän des FC Arsenal bestimmt.

### Nationalmannschaft
Im Januar 2014 nahm Ødegaard mit der norwegischen U17 an einem Turnier in der Türkei teil, bei dem er gegen Schottland, die Vereinigten Staaten und Frankreich spielte. Seinen ersten Einsatz für die A-Nationalmannschaft absolvierte er – als bisher jüngster norwegischer und drittjüngster europäischer Spieler – am 27. August 2014 gegen die Auswahl der Vereinigten Arabischen Emirate. Am 13. Oktober 2014 wurde er beim Spiel gegen Bulgarien eingewechselt und ist mit 15 Jahren und 300 Tagen der bis heute jüngste Spieler in einer EM-Qualifikation.

## Erfolge
- UEFA-Super-Cup-Sieger 2016 (mit Real Madrid; ohne Einsatz)

## Auszeichnungen
- Nominierung für den Ballon d’Or: 2023 (28. Platz); 2024 (19. Platz)
- Norwegischer Fußballer des Jahres 2019
- Spieler des Monats der Primera División: September 2019
- Premier League Player of the Month: November/Dezember 2022

## Ausbildung und Familie
Ødegaard ging auf eine örtliche Hauptschule und besuchte diese bis zum Ende der Schulpflicht. Sein Vater ist der ehemalige norwegische Fußballspieler und heutige -trainer Hans Erik Ødegaard (* 1974). Aufgewachsen ist Ødegaard in einer christlichen Familie. Der christliche Glaube spielt eine wichtige Rolle in seinem Leben.